# Hatim El Ouahabi
Hatim El Ouahabi (en arabe : حاتم الوهابي), né le 3 octobre 1999 à Tanger, est un footballeur marocain évoluant au poste de défenseur à l'Ittihad de Tanger.

## Biographie

### En club
Vainqueur du Championnat du Maroc en 2018, il participe à la Ligue des champions d'Afrique lors de la saison 2018-2019 avec le club de l'Ittihad de Tanger.
Le 13 septembre 2020, il marque son premier but professionnel à la 52e minute en championnat marocain contre le RS Berkane (match nul, 1-1). Il est remplacé par Anas El Asbahi à la 81e minute.

### En sélection
Le 19 mars 2018, il dispute un match amical avec le Maroc -19 ans contre la Tanzanie -19 ans sous sélectionneur Mustapha Madih.
Le 20 mars 2021, il est convoqué pour la première fois par Houcine Ammouta en équipe du Maroc A' pour un stage de préparation à Salé.

## Palmarès

### En club
Ittihad de Tanger
- Championnat du Maroc (1) :
  - Champion : 2017-18.